# Prototype (videojoc)
Prototype (estilitzat com a [PROTOTYPE]) és un videojoc d'acció, on la història gira al voltant d'Alex Mercer, un personatge amb superpoders que pot, per exemple, convertir les seves mans en urpes afilades, escuts i tota mena d'armes. Alex no és en realitat un ésser humà, sinó un compost de material biològic que pot canviar la seva forma com ell vulgui, per crear noves armes o consumir i prendre la forma d'un altre ésser viu, absorbint fins i tot els seus records i experiències. El desenvolupament del joc és a càrrec de l'estudi Radical Entertainment i estava previst que sortís al mercat el 2008, però hi va haver diversos retards i finalment s'enrederí la data final a juny de 2009. Encara que al principi es va especular que comptaria amb mode multijugador, al final han confirmat que no ho tindrà.

## Jugabilitat
El principal superpoder d'Alex és la seva capacitat per canviar de forma, canviant el seu cos en el de qualsevol persona. De la mà amb aquest poder aquesta la seva habilitat per "consumir" als altres, absorbint-los per complet. Aquest procés permet a Alex recuperar salut ràpidament en absorbir la biomassa dels seus enemics. Això també li permet prendre la forma dels enemics humans que absorbeix, permetent així que el jugador es mogui entre els enemics com un d'ells. La disfressa solament durarà mentre Alex romangui discret. Alex té una força física increïble i matarà a la majoria dels humans d'un sol cop. Pot realitzar diversos atacs cos a cos sense canviar de forma, així com realitzar més moviments gimnàstics com combos aeris, lliscant-se pel sòl utilitzant el cos de qualsevol enemic humanoide i un atac de bala de canó d'alta velocitat.
Alex també pot transformar parts del seu cos en una selecció d'implantacions marcials adquirides en el transcurs del joc, sigui com a actualitzacions comprades o com recompensa. Els poders ofensius inclouen el braç d'espasa gran, arpes afilades (que també poden fer erupció grans becs des del sòl), el fuet de massa, Els músculs de massa que augmenta la seva força, i els martells lents però poderosos. Les opcions defensives consisteixen en un gran escut en el braç esquerre d'Alex per bloquejar els atacs balístics, est necessita regenerar-se després d'un dany excessiu, i una armadura de cos complet que intercanvia agilitat i velocitat per la duresa en el combat cos a cos; tots dos li permetran a Alex travessar la majoria dels obstacles quan estigui actiu. Els mètodes de visió inclouen visió tèrmica, que permet a Alex veure als enemics a través del fum i altres obstacles a costa d'un rang de visió disminuït, i visió infectada, que destaca als infectats amb el virus BLACKLIGHT així com a les unitats militars. Tots dos maneres de visió esmorteeixen tots els altres sentits d'Alex, com l'oïda, per concentrar-se en la seva vista. Solament un poder defensiu i un d'ofensiu pot estar actiu alhora, i usar qualsevol d'ells li negarà la disfressa actual a Alex. A més de les seves pròpies habilitats, Alex pot prendre les armes dels enemics derrotats o absorbits. Aquests inclouen rifles automàtics, metralladores, llança-granades i llançadors de míssils. També pot prendre el control de vehicles militars, com tancs i helicòpters.
Els atacs més poderosos d'Alex són els Devastadors, que requereixen que Alex estigui en massa Crítica, ja sigui en un estat de gairebé mort o tot el contrari, amb un excés de biomassa emmagatzemada i una major salut. Aquests inclouen Tendril Barrage, que dispara Empaladors circellats del seu cos en totes les direccions, Groundspike Graveyard, que fa una erupció de moviment de terra i pics de runa des del sòl al voltant d'Alex, i el Critical Pain, que dispara un sol feix de biomassa endurida de les seves mans per severament danyar a un sol objectiu.
Per moure's per la ciutat, Alex usa les seves habilitats físiques incrementades. En córrer, saltarà automàticament sobre automòbils, barreres i altres obstacles sense perdre impuls. Alex també escalarà qualsevol paret amb la qual entri en contacte i simplement deixarà de costat a qualsevol humanoide que s'interposi en el seu camí sense detenir-se. Pot saltar grans altures i distàncies, prou per a buidar edificis de cinc pisos, i pot córrer a una velocitat extrema indefinidament. Les caigudes no causen danys al jugador fins i tot des de les altures més altes. Fins i tot petits salts són suficients perquè Alex mogui el sòl a sota, i caigudes des d'altures suficients crearan ones de xoc en el punt d'impacte que mataran a la majoria dels éssers humans propers i enviaran objectes de la grandària de vehicles volant. La caiguda de l'altura també és un factor en diversos dels atacs cos a cos d'Alex.
Els enemics en el joc són els infectats: els infectats amb el virus Blacklight i els militars. Els infectats consisteixen en civils comuns infectats amb el virus que generalment no són una amenaça per a Alex. No obstant això, els Caçadors, són enormes criatures creades a partir de torres d'aigua infectades, són un dels principals enemics en el joc. Els caçadors evolucionats coneguts com a Líders són una de les criatures més poderoses del joc i són increïblement difícils de matar per a Alex. Els militars consisteixen en soldats ordinaris que generalment no són una amenaça per a Alex, encara que són capaces d'operar armament que és extremadament perillós per a Alex, com a tancs i helicòpters fortament armats. Els militars també consten de la Blackwatch, una agència dedicada a combatre la guerra biològica i nuclear. Blackwatch és una de les parts intricades del joc en la seva història i crear algunes de les armes biològiques més mortíferes per combatre a Alex, inclosos els detectors virals capaços de detectar a Alex fins i tot disfressat, i, més tard, introduir el mortal verí Bloodtox, capaç de matar lentament a Alex i els infectats. Més endavant en el joc es presenten soldats fortament armats i duradors anomenats supersoldats, capaços de lluitar contra Alex i alguns dels Infectats més forts.
Per obtenir millores més avançades, Alex és capaç d'infiltrar-se en bases militars usant una disfressa i consumir sigilosament a diversos funcionaris dins de la base. També pot activar una alerta dins de la base, en la qual l'única forma d'escapar és assassinar qualsevol que estigui a la base. Alex també pot obtenir actualitzacions d'Infecció mitjançant la recopilació de dades genètiques. Els ruscs infectats, com les bases militars, es troben en tota la ciutat i produeixen dades genètiques constantment. Alex pot destruir els ruscs infectats o simplement absorbir les dades en l'exterior a mesura que es produeix. Al començament del joc, solament petites faccions d'Infectats i Militars estan presents a la ciutat. No obstant això, a mesura que avança el joc, els militars i els infectats comencen a expandir-se. El territori a la ciutat es compon de tres zones diferents. Les zones blaves estan en control militar i estan relativament netes de la infecció. Les zones vermelles prosperen amb la infecció, si bé encara queda una forta presència militar. En algunes àrees de la ciutat, una Zona Blava i una Zona Vermella podrien convergir, creant una nova i diferent Zona Porpra. En aquestes Zones, els Militars i els Infectats estan en una batalla constant pel control. La forma en què el jugador decideix actuar en aquestes zones determina quina facció s'apoderarà del territori.
El joc té lloc en una versió de grandària mitjana de Manhattan amb tots els seus monuments famosos, inclosos l'Empire State Building, el Chrysler Building, el Trump Building, el One Chase Manhattan Plaza, el Conde Nast Building, el Metlife Building, el One New York Plaza, i el New York Life Building, entre d'altres.

### Característiques especials
Prototype ofereix al jugador la possibilitat de gaudir d'una sèrie de característiques especials que el converteixen en un videojoc únic en el seu gènere com són:
- Consumir a qualsevol ésser viu amb què entra en contacte mentre es desplaça per l'escenari de Manhattan i copiar la seva aparença.
- Un conjunt d'armes letals com urpes afilades o una gran espasa, i elements defensius com a blindatge i un escut; que s'adquireixen a mesura que es progressa en el joc o es desbloquegen amb "PE" (Punts d'Evolució).
- Uns moviments i una agilitat inspirats en l'esport d'origen francès, el parkour.
- La tàctica "enganya i destrueix" que permet infiltrar-te en les línies enemigues de manera que l'atac sigui molt més devastador, un exemple d'això és la possibilitat d'endinsar-se a les bases militars disfressat de comandant amb la finalitat de consumir militars i les seves habilitats.
- Convertir la ciutat de Manhattan en un camp de batalla, sembrant la destrucció.

## Argument
El joc comença amb Alex J. Mercer (interpretat per Barry Pepper) que es desperta en un dipòsit de cadàvers en el soterrani de Gentek, una companyia d'enginyeria genètica radicada a Manhattan, els quals envien un parell de científics que estaven a punt de fer una autòpsia a Alex. Alex es desperta espantant aquests, que surten espaordits, darrere d'ells Alex intenta escapar mentre observa amagat que els científics estan sent abatuts per agents militars. Alex és descobert i ho ataquen. Sobreviu als trets en el pit i salta sobre una paret de seguretat. Aviat descobreix que ara posseeix poderoses capacitats com a canvi de forma, força sobrehumana, velocitat, agilitat, durabilitat, resistència, armament i la capacitat de «consumir» persones per obtenir els seus records, habilitats i aparença. Sense memòria de la seva vida anterior, Alex decideix buscar i consumir aquells relacionats amb la conspiració amb la finalitat de descobrir la veritat. Durant la seva recerca, Alex enfronta a dues faccions: el cos de Marines dels Estats Units i la Blackwatch, una unitat de forces especials de Fort Detrick dedicada a la lluita contra la guerra biològica; i els infectats, monstres creats per un virus conegut com a Blacklight que es nuïn Manhattan. Capità Robert Cross (interpretat per Jeffrey Pierce), un oficial de la Blackwatch, rep ordres per trobar i contenir a Alex.
Alex fa contacte amb la seva germana, Dana (la veu de Lake Bell), que ho ajuda en el seguiment d'objectius, portant-ho a la infiltració de la seu de Gentek. Es troba amb una jove anomenada a Elizabeth Greene contingudes a l'edifici. Greene és un contenidor per al virus Blacklight i en escapar ho deslliga a Manhattan. Dana dirigeix a Alex a Karen Parker, el seu exn-xicota. Ella es compromet a ajudar-lo per detenir el virus, però ho porta a un parany on és confrontat per Cross. Durant la seva batalla, Cross injecta a Alex un paràsit que amenaça de matar-ho. Alex busca l'ajuda del Dr. Ragland, un patòleg relacionat Gentek. Ragland ajuda a Alex a eliminar el paràsit i convertir-ho en una arma contra Greene. No obstant això, utilitzat en Greene només serveix per crear un ésser monstruós, el caçador suprem, que Alex mata.
Els orígens del virus i Elizabeth Greene són descoberts a través d'un contacte: en 1963 el Govern va provar un predecessor del virus a la ciutat d'Hope, Idaho, dissenyat per a races predeterminades. El virus havia transmutat en alguna cosa molt més mortal, i tota la població estava infectada. Elizabeth Greene va ser l'únic supervivent; una anomalia en la biologia del seu cos accepta el virus, reescriure el seu codi genètic juntament amb la del seu fill nonat, anomenat Pariah. La resta de la població d'Hope, Idaho, va ser liquidat per la Blackwatch. Greene i Pariah van ser mantinguts en captivitat per a la investigació.
Alex descobreix el seu propi passat: Blackwatch va tancar el projecte de Gentek a causa de fugides i va ordenar eliminar a tots els projectes personals. Alex Mercer es va prendre una mostra de Blacklight com a «segur». Finalment immobilitzada per la Blackwatch a Penn Station, decideix matar a punts com ell pogués, alliberant el virus abans de ser assassinat. El virus va entrar en el cos de Mercer a través dels forats de bala i es va readaptar a si mateix a escala cel·lular.
El contacte adverteix a Alex d'un nou agent biològic "HEMOTOX", el qual és enviat al subterrani per conduir el virus sobre el sòl on pot combatre's directament, causant Greene a emergir, qui és una monstruositat imponent. Greene cau del monstre en forma humana, una vegada que ella és derrotada i és consumida per Alex. A través dels seus records, es fa evident que el General Randall, Cap de la Blackwatch, està disposat a destruir Manhattan amb una arma nuclear. El contacte va revelar a Cross, i Alex s'infiltra a l'USS Ronald Reagan per detenir-lo. Una vegada que Alex consumeix Randall, Cross revela a un caçador suprem, qui va assumir la identitat de Cross i va atacar a Alex. Alex Derrota al caçador suprem i mou l'arma cap a fora en l'Oceà Atlàntic, on detona i ho atrapa en l'explosió. Les seves restes suren cap a la ciutat i regeneren després de consumir un corb.
Durant els crèdits, es revela que el públic considera que els militars han estat els qui van detenir la infecció; se sent un senador dels Estats Units dir als mitjans de comunicació que els esdeveniments a Manhattan van ser un cas de terrorisme nuclear i biològic i va prometre el càstig als responsables, Alex diu a si mateix 'per ser una mica menys que humans, però també una mica més'. Després dels crèdits, Manhattan es mostra a estar recuperant lentament, el virus s'ha erradicat gairebé per complet. Alex, permanent en la part superior de l'edifici de Reuters en Times Square, comenta que el seu treball està gairebé fet. Emprèn una recerca per aconseguir el seu màxim potencial i finalment acaba aquesta tasca. D'aquí d'ara endavant, Alex passeja per la ciutat, es veuen infectats i forces militars segons sigui necessari.

## Recepció
El joc va rebre "crítiques generalment favorables" en totes les plataformes segons el lloc web de ressenyes Metacritic. Prototype va ser llançat a Steam, així com en botigues al detall i va encapçalar les vendes de Steam en la setmana del seu llançament. La versió de Xbox 360 de Prototype va ser el joc més venut de juny de l'any 2009 a l'Amèrica del Nord, amb més de 419.900 unitats venudes. Això va fer que el joc fos un llançament de platí. A partir de març de l'any 2012, el joc va vendre més de 2,1 milions de còpies a tot el món.
GameSpot va elogiar el joc per la seva "trama i protagonista intrigant" i l'"arsenal massiu de moviments i habilitats", però va criticar els seus "controls ocasionalment solts" i un "paisatge avorrit". The Escapist va dir que la versió de Xbox 360 era una "aventura d'estiu" perfecta, elogiant els sistemes de combat i moviment, així com la mecànica única a Web of Intrigue. The A.V. Club va donar a la mateixa versió de consola una classificació "A", subratllant l'estil de moviment "estimulant" i dient que era una "fantasia de superheroi madura i de ciència-ficció que d'alguna manera fa que els jugadors se sentin simultàniament poderosos i vulnerables". 411 Mania va donar una puntuació de vuit de deu i el va descriure com "un tipus de joc completament diferent que atraurà i complaurà a la majoria dels jugadors". The Daily Telegraph va donar una puntuació similar amb vuit de deu i va dir que "ofereix una experiència plena d'acció que pocs jocs poden igualar, i la varietat d'atacs oferts gairebé no té paral·lel tant en la seva varietat com en la seva fàcil accessibilitat. El valor pur d'entreteniment que augmenta l'adrenalina del producte final és suficient per fer que la majoria dels jocs visuals i jocs desapareguin prou en el fons per a erradicar-los com a preocupacions en tots, excepte entre els jugadors més esnobs". Edge també li va donar una puntuació de vuit de deu, dient que el joc "fa el que fa, i ho fa amb distinció".
Prototype va ser posat en llibertat dues setmanes després que Sucker Punch Productions llancés Infamous, un joc amb molts conceptes similars, incloent-hi un personatge amb superpoders, i un gran entorn de món obert que es pot recórrer pujant per edificis i lliscant-se sobre la ciutat. Això va portar a molts crítics de jocs a comparar i contrastar els jocs. En la seva revisió de Prototype Zero Punctuation, Ben "Yahtzee" Croshaw va comparar els dos jocs completament, i va determinar que no podia dir quin era el millor joc: Prototype guanyant en la manera de joc de món obert i combat, mentre que Infamous va guanyar en missions d'història i secundàries. Per decidir quin era millor, va dir de broma que atorgaria el millor joc a l'equip, que va crear la millor imatge de l'altre personatge principal amb "sostenidor de dona". Per a la seva sorpresa, tots dos equips de desenvolupament es van enfrontar al desafiament, produint aquestes imatges, i forçant a Croshaw a posar-ho gairebé en empat, superant a Infamous, per bé que encara va notar que, igual que els seus jocs, ambdues imatges creades independentment estaven gairebé igual en els temes que van incloure.

## Seqüela
Prototype 2 va ser llançat el 24 d'abril de 2012 per la PlayStation 3 i Xbox 360, i el 24 de juliol de 2012 a l'Amèrica del Nord i el 30 de juliol de 2012 a Europa per a Windows. El prototype 2 té lloc tres anys després dels esdeveniments del primer joc i el protagonitza un nou protagonista, el sergent del Cos de Marines dels Estats Units James Heller. Alex Mercer, d'altra banda, es converteix en el principal antagonista de la franquícia.